# Richtlinie 2005/36/EG über die Anerkennung von Berufsqualifikationen
Die Richtlinie des Europäischen Parlaments und des Rates über die Anerkennung von Berufsqualifikationen vom 7. September 2005 (auch Europäische Berufsanerkennungsrichtlinie genannt) ist eine EG-Richtlinie zur Verwirklichung des Europäischen Binnenmarkts im Bereich der Anerkennung von Berufsqualifikationen und Freizügigkeit am Arbeitsmarkt.
Sie wurde zuletzt geändert durch die Richtlinie 2013/55/EU, die eine automatische Anerkennung der Berufsqualifikationen für bestimmte Berufe und eine Anerkennung durch den Europäischen Berufsausweis für einige andere Berufe einführte.

## Entstehung
Die Europäische Berufsanerkennungsrichtlinie wurde am 7. September 2005 verabschiedet und danach im Amtsblatt der Europäischen Union veröffentlicht. Sie trat gemäß Art. 64 der RL am 20. Oktober 2005 in Kraft und musste durch die Mitgliedstaaten laut Art. 63 der RL bis zum 20. Oktober 2007 umgesetzt werden. Eine Vielzahl bislang geltender, spezieller Richtlinien (Architektenrichtlinie, Diplomanerkennungsrichtlinie, …) wurde durch die Richtlinie 2005/36/EG ersetzt.
Das Europäische Parlament stimmte am 9. Oktober 2013 für eine Modernisierung der Berufsqualifikationsrichtlinie; am 28. Dezember 2013 erfolgte die Veröffentlichung der Richtlinie 2013/55/EU des Europäischen Parlaments und des Rates vom 20. November 2013 zur Änderung der Richtlinie 2005/36/EG über die Anerkennung von Berufsqualifikationen und der Verordnung (EU) Nr. 1024/2012 über die Verwaltungszusammenarbeit mit Hilfe des Binnenmarkt-Informationssystems („IMI-Verordnung“). Die Änderung beinhaltet u. a. eine automatische Anerkennung der Berufsqualifikationen für eine begrenzte Zahl von Berufen, eine gegenseitige Anerkennung für die meisten Berufe und erweiterte Möglichkeiten der kurzzeitigen Ausübung des eigenen Berufes in einem anderen Mitgliedstaat.
2014 wurde eine übersichtliche Datenbank über Reglementierte Berufe im Sinne der RL veröffentlicht.

## Zielsetzung
Die Richtlinie zur Berufsanerkennung wurde mit dem Ziel geschaffen, die bis dahin existierenden, 15 verschiedenen sektoralen, allgemeinen und koordinierenden Richtlinien zur Berufsanerkennung zu konsolidieren und vereinfachen.
Die Europäische Union garantiert folgende vier Grundfreiheiten: erstens die Warenverkehrsfreiheit, zweitens die Arbeitnehmerfreizügigkeit und die Niederlassungsfreiheit, drittens die Dienstleistungsfreiheit sowie viertens die Kapital- und Zahlungsverkehrsfreiheit.
Die Anerkennung von Berufsqualifikationen und Bildungsnachweisen ist insbesondere von Relevanz für die Personenfreizügigkeit, d. h. die Arbeitnehmerfreizügigkeit und die Niederlassungsfreiheit sowie für die Dienstleistungsfreiheit.
Durch die Berufanerkennungsrichtlinie wird für den einzelnen Unionsbürger die materielle Grundlage für die Freizügigkeit gewährleistet, schließlich ist diese für den Einzelnen unvollkommen, solange er nicht im europäischen Ausland seinen erlernten Beruf ausüben kann.

## Nationale Umsetzung

### Deutschland
Deutschland erließ im Dezember 2007 ein Umsetzungsgesetz, das aber nicht zu einer vollständigen Umsetzung der Richtlinie führte. Deswegen reichte die EU-Kommission Klage gegen Deutschland wegen der Verletzung der Umsetzungspflicht ein. Am 17. Dezember 2009 wurde durch Urteil des Europäischen Gerichtshofs (EuGH) in der Rechtssache C-505/08 die Verletzung der Pflicht durch Deutschland festgestellt. Die Kommission obsiegte, da die Umsetzungsfrist durch Deutschland verletzt wurde. Tatsächlich musste die Bundesrepublik Deutschland einräumen, dass die endgültige Umsetzung nicht vor Ende 2009 erfolgen würde.
In einem neuerlichen Anlauf brachte die Bundesregierung am 22. Juni 2011 den Entwurf für das Gesetz zur Verbesserung der Feststellung und Anerkennung im Ausland erworbener Berufsqualifikationen in den Bundestag ein (BT-Drs. 17/6260). Darin festgelegt ist ein Rechtsanspruch auf Prüfung ihrer Qualifikationen und auf eine zeitnahe Mitteilung darüber, ob die betreffenden Abschlüsse in Deutschland anerkannt werden und welche Weiterbildung andernfalls für die vollständige Anerkennung erforderlich ist. Der Deutsche Bundestag nahm den Entwurf in seiner 130. Sitzung am 29. September 2011 aufgrund der Beschlussempfehlung und des Berichts des Ausschusses für Bildung, Forschung und Technikfolgenabschätzung (BT-Drs. 17/7218) mit einigen Änderungen, im Übrigen aber unverändert an. Der Bundesrat stimmte dem Gesetzentwurf nach der Vorlage der BR-Drs. 606/11 in seiner 889. Sitzung am 4. November 2011 zu. Das Gesetz trat daraufhin am 1. April 2012 in Kraft.